# Taloyoak
Taloyoak – miejscowość w Kanadzie, w Nunavut. Według danych na rok 2020 liczyła 1146 mieszkańców.